# Сен-Жермен-л’Осеруа
Церковь Сен-Жерме́н-л’Осеруа́ (фр. L'église Saint-Germain-l'Auxerrois) — средневековая церковь в центре Парижа, с восточной стороны Лувра, на Луврской площади (pl. du Louvre, 2; метро Louvre-Rivoli); административно в 1-м административном квартале I округа города. Служила приходским храмом для обитателей Лувра, в том числе венценосных.
Храм носит имя христианского святого Германа Осерского (ок. 378—448), галло-римского епископа, одного из самых почитаемых во Франции святых.

## Архитектура
Храм строился и перестраивался начиная с XII века. В своём нынешнем виде представляет собой памятник поздней готики, которая примечательна изысканностью архитектурных форм и обилием орнамента.

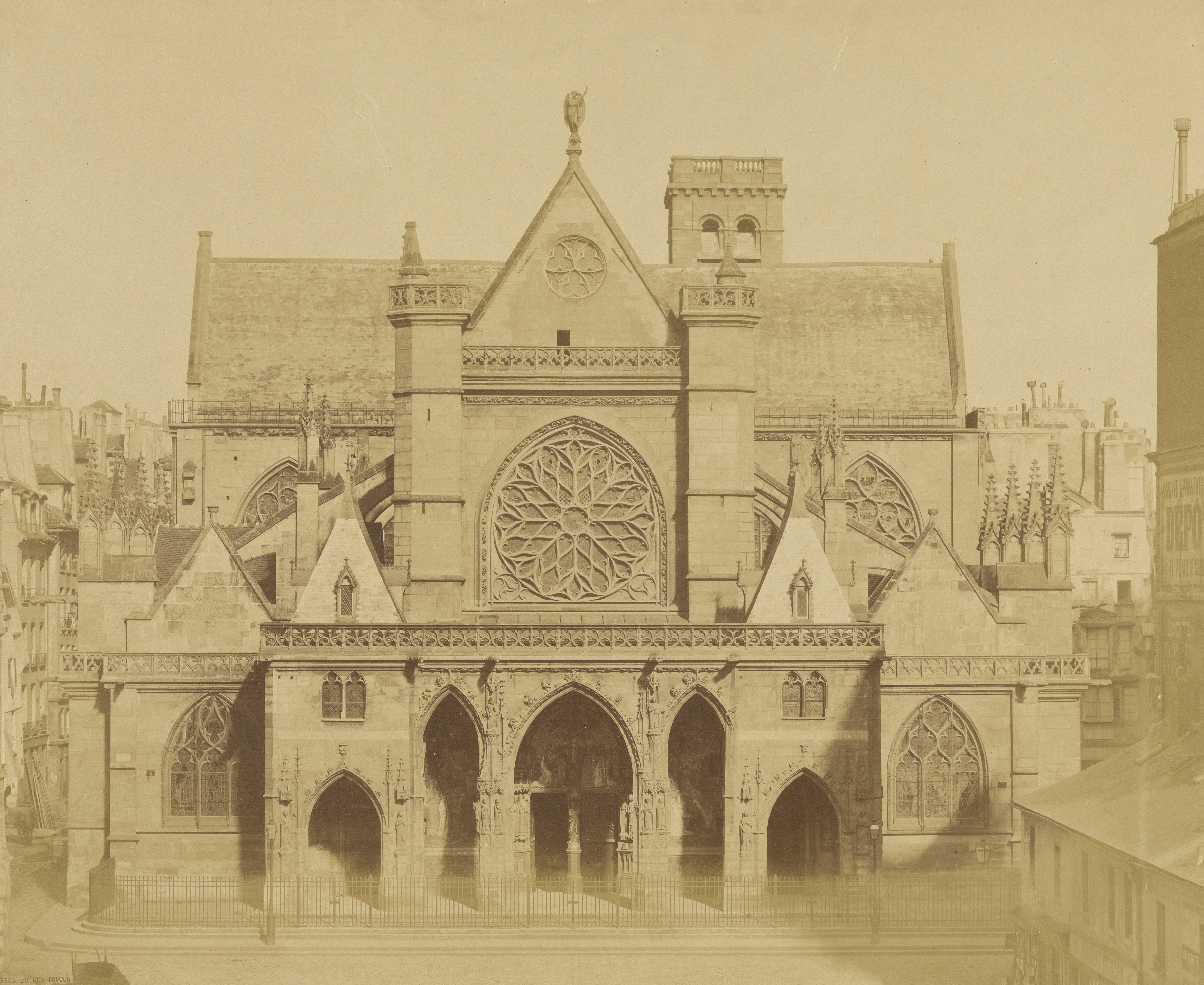
Церковь в 1853 году

Облик самой старой части храма — построенной в XII веке романской колокольни — был существенно изменён в ходе реставраций XIX века. Входной портал и алтарная часть храма относятся к XIII веку; трансепт, главный неф и портик построены в XV веке. Внутри церкви находится самая известная витражная роза периода Возрождения.

### Внутренняя часть
Орган был заказан Людовиком XVI для Сент-Шапель. В церкви хранятся и другие произведения искусства, в том числе фламандский алтарь резного дерева, где изображены сцены из жизни Христа, статуи святых Жермена и Винсента (XV век).
Здесь похоронена большая часть художников и скульпторов, живших в Лувре в течение XVI—XVIII вв.

## История
Историки утверждают, что до VII в. это место занимало языческое святилище эпохи правления Меровингов. Часовня на месте нынешней церкви, существовала, вероятно, с VII века. Первый храм, сменивший часовню, был построен в начале XII века и освящён во имя святого Жерме́на (Германа). Первоначально церковь называлась Сен-Жермен-ле-Ронд (Saint-Germain-le-Rond), а затем её переименовали в Сен-Жермен-л’Осеруа, то есть Святого Жермена Осерского (при жизни Святой Жермен был епископом города Осера).

### Варфоломеевская ночь
Во время Варфоломеевской ночи (1572) колокола этой церкви подали сигнал к началу истребления гугенотов, которые были приглашены на свадьбу Генриха Наваррского с Маргаритой де Валуа. Принято считать, что звонили именно с главной сохранившейся башни, но это не так: католикам просигналила маленькая колокольня с южной стороны церкви.

### Французская революция
Во время Французской революции церковь была разграблена. Её использовали под продовольственный склад и там же разместили полицейский участок.

### Июльская монархия
14 февраля 1831 года церковь сильно пострадала в результате волнений направленных против французских «карлистов», которые считали, что Луи-Филипп занимает престол незаконно. Протесты были вызваны проведением богослужения в церкви за упокой души герцога Беррийского, убитого в ночь с 13 на 14 февраля 1820 года. 
Во время июльской монархии в 1838 году церковь была отреставрирована. В результате реставрации облик некоторых частей храма (в особенности колокольни XII века) претерпел изменения.

## В искусстве

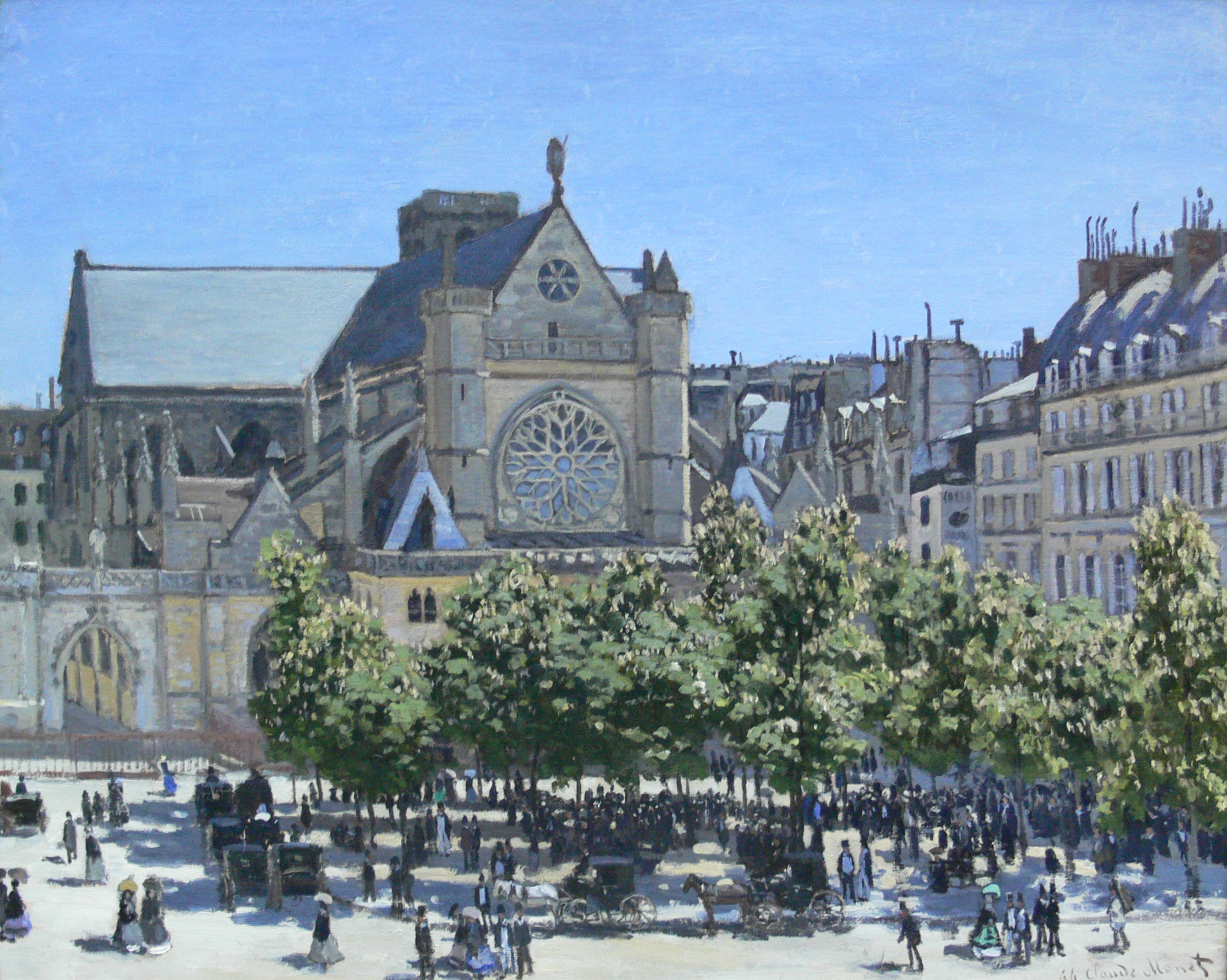
Церковь Сен-Жермен-л’Оксерруа на картине Клода Моне, 1867

Клод Моне изобразил Сен-Жермен л’Осеруа в 1867 году; картина хранится в Национальной галерее Берлина.

## Могилы
В церкви похоронены знаменитые деятели французской культуры: архитекторы Жак Жермен Суффло, Луи Лево, Робер де Кот, Анж Жак Габриэль, скульпторы Антуан Куазево, Мартен Дежарден, братья Николя и Гийом Кусто, художники Даниель Дюмустье, Франсуа Буше, Ж. Б. Шарден, Александр Франсуа Депорт, поэт Малерб, учёный Андре Дасье и др.